# Danny Federici
Daniel Paul «Danny» Federici (Flemington, Nueva Jersey, Estados Unidos, 23 de enero de 1950-Nueva York, Estados Unidos, 17 de abril de 2008) fue un músico estadounidense, más conocido como fundador, organista y tecladista de la banda E Street Band, respaldo de Bruce Springsteen.

## Carrera
Federici comenzó a tocar el acordeón con siete años, viendo el programa de televisión The Lawrence Welk Show. Cuando supo tocar música docta y polka, su madre lo empezó a llevar a fiestas, clubes y a la radio. A medida que progresaba en el estudio del acordeón, se interesó en el jazz y en el blues, después de escuchar a un profesor del Conservatorio de Filadelfia tocando ambos estilos al acordeón.
Durante la introducción de los miembros de la E Street Band, Springsteen se refería a Federici como «Phantom», haciendo alusión a un incidente en Asbury Park donde evitó ser detenido por la policía. Durante la época, Federici acudió a la Hunderton Central High School de Nueva Jersey. Tras graduarse, Federici comentó que sus profesores siempre apoyaron su música, aunque al menos un educador le comentó que debería completar su educación si quería tener una carrera. A finales de la década de 1960, formó con Vini Lopez la banda Child, para la cual contrataron a Bruce Springsteen como cantante. Federici también se unió a otras bandas de Springsteen como Steel Mill.
El órgano de Federici fue uno de los componentes esenciales del sonido de la E Street Band, en ocasiones con un rol prominente en canciones como «Hungry Heart». Su uso del glockenspiel fue también un elemento reconocible en el sonido del grupo, y en ocasiones usó teclados electrónicos para simular el sonido del instrumento. En una entrevista para Backstreets Magazine, Federici comentó que no tenía una relación fluida con David Sancious, primer pianista del grupo, dado que solía decirle lo que tocar y lo que no tocar. 
Durante la inactividad de a E Street Band en la década de 1990, Federici tocó con Diamondback, con quien publicó el álbum Ragin' Wind, con un sonido más orientado al southern rock gracias a la introducción del órgano Hammond de Federici. Además, coescribió varias canciones con el cantante Franklin Jenkins. Durante este tiempo, Federici también publicó Flemington, un álbum en solitario con canciones instrumentales de jazz. El álbum, publicado por Deadeye Records, una compañía que dirigió con los miembros de Diamondback Jenkins y Ben Arrington, contó con el respaldo de compañeros de la E Street Band como Garry Tallent y Nils Lofgren.
Flemington fue seguido de Sweet, un segundo álbum de smooth jazz publicado en 2004 y reeditado un año después en V2 Records con el título de Out of a Dream. Además de su carrera en solitario, Federici tocó también como músico de sesión para artistas como Joan Armatrading, Graham Parker, Gary U.S. Bonds y Garland Jeffreys.

## Enfermedad y muerte
El 21 de noviembre de 2007, Federici anunció que dejaba momentáneamente la gira de promoción de Magic para continuar el tratamiento contra un melanoma, y fue temporalmente reemplazado por Charles Giordano. Springsteen comentó en ese momento: «Danny es uno de los pilares de nuestro sonido y ha tocado detrás de mí como un gran amigo durante más de 40 años. Todos esperamos con impaciencia su rápido y sano regreso». Federici volvió a tocar por primera y última vez con la E Street Band el 20 de marzo de 2008, en breves apariciones durante el concierto que Springsteen ofreció en Indianapolis. Federici falleció el 17 de abril de 2008 en el Memorial Sloan-Kettering Cancer Center de Nueva York, después de sufrir durante tres años un melanoma.
Springsteen dedicó el álbum Working on a Dream, el primero grabado con la E Street Band tras su muerte, a Federici. Springsteen incluyó también homenajes póstumos a Federici en álbumes como Wrecking Ball y High Hopes, al introducir canciones grabadas antes de su fallecimiento.

## The Danny Federici Melanoma Fund
The Danny Federici Melanoma Fund es una fundación que comenzó tras la muerte de Federici, dedicada al estudio y desarrollo de tratamientos para el melanoma mediante financiación de estudios clínicos en el Memorial Sloan-Kettering Cancer Center de Nueva York. La fundación también ayuda a aumentar la sensibilización contra la enfermedad.
El 15 de julio de 2008, Columbia Records publicó el EP Magic Tour Highlights, cuya recaudación íntegra fue destinada a la fundación. Los cuatro temas incluidos en el disco fueron recogidos de la gira Magic Tour e incluyó la canción «4th of July, Asbury Park (Sandy)» interpretada en el último concierto en el que tocó Federici con el grupo.

## Vida personal
Federici tuvo un hijo, Son, con su primera mujer, Flo, en 1969. Poco después del nacimiento, la pareja de divorció, y el músico volvió a casarse con Kathlynn Helmeid, una auxiliar de vuelo que conoció durante la gira de Born in the U.S.A. en Janesville (Wisconsin) en 1987. La pareja adoptó a dos niñas, Madison y Harley, aunque se separó en 2000 y se divorciaron en 2002. Kathlynn falleció en 2007 a causa de la enfermedad de Crohn. Federici vivió en Upper Black Eddy, Pensylvania, hasta su muerte en 2008.

## Discografía
| Con Bruce Springsteen - Greetings from Asbury Park, N.J. (1973) - The Wild, the Innocent & the E Street Shuffle (1973) - Born to Run (1975) - Darkness on the Edge of Town (1978) - The River (1980) - Born in the U.S.A. (1984) - Live/1975–85 (1986) - Tunnel of Love (1987) - Chimes of Freedom (1988) - Greatest Hits (1995) - Tracks (1998) - 18 Tracks (1999) - Live in New York City (2001) - The Rising (2002) - The Essential Bruce Springsteen (2003) - Hammersmith Odeon London '75 (2006) - Magic (2007) - Magic Tour Highlights (2008) - The Promise (2010) - High Hopes (2014) | En solitario - Flemington (1997) - Danny Federici (2001) - Sweet (2004) - Out of a Dream (2005) |